# ブルガリア共産党
ブルガリア共産党（ブルガリアきょうさんとう、ブルガリア語: Българска комунистическа партия、略：БКП、Balgarska komunisticheska partiya）は、かつてブルガリアに存在した共産主義政党である。1946年から1990年までの社会主義国家ブルガリア人民共和国において、人民民主主義体制の下で国家の指導政党の位置を与えられ、形式的な衛星政党は残したものの事実上の一党独裁制（ヘゲモニー政党制）を敷いていた。

## 歴史
- 1891年　「ブルガリア社会民主党（英語版、ブルガリア語版）」として創設。
- 1903年　「ブルガリア労働者社会民主党（英語版、ブルガリア語版）」に改称され、狭義派（英語版、ブルガリア語版）と広義派（英語版、ブルガリア語版）（しばらくしたのち消滅）に分裂。
- 1917年　ロシア10月革命。
- 1919年　「ブルガリア共産党」に改称。
- 1921年　ルーマニア共産党とともに「バルカン革命連盟」として、コミンテルンの傘下に入る。のちに国内で大弾圧を受け、党幹部は逮捕・亡命・地下活動を余儀なくされる。
- 1939年－1945年　第二次世界大戦。ブルガリアは当初は中立を守るが、のちに枢軸国に協力する。
- 1944年9月9日　パルチザンと祖国戦線（共産党・農民同盟左派らにより結成）が権力を掌握し、新政権を樹立した。共産ブルガリアでは、この日（9月9日）は「革命記念日」となっていた。
- 1946年9月15日　王制廃止。ブルガリア人民共和国成立（なおこのころは「労働者党」を名乗っていた）。12月22日　ゲオルギ・ディミトロフ内閣成立。
- 1947年9月2日　ヨーロッパ共産党会議、コミンフォルム結成。12月4日　新憲法採択。
- 1948年12月18日ー25日　第5回党大会で、「共産党」に改称。
- 1949年1月25日　コメコン設立。
- 1954年3月4日　トドル・ジフコフが書記長に就任。以後35年にわたり政権を掌握。
- 1955年5月14日　ワルシャワ条約機構加盟。
- 1960年11月10日－12月1日　モスクワの世界共産党会議に参加。
- 1965年12月3日　新経済制度導入。
- 1971年5月16日　新憲法採択。
- 1989年11月　東欧革命がブルガリアにも波及するが、11月10日にジフコフの辞任（事実上の解任）によって革命阻止と政権延命に成功する。
- 1990年2月　自発的に一党独裁放棄。6月「社会党」に改称。11月　国名変更。「ブルガリア共和国」に。

なお社会党となった後の1991年には、党創設100周年を祝っている。
一方マルクス・レーニン主義の堅持を主張したアレクサンダー・パウノフ率いるグループが1996年に新たにブルガリア共産党を結成、コスタディン・チャカロフが1995年にブルガリア共産主義者連合を結成、ともに政党連合「ブルガリアのための連合」に加わっているが議席は確保できていない。

## 党大会
- (5) 1948年12月18日ー25日　プロレタリア独裁論が打ち出される。党名を共産党に改称。
- (6) 1954年2月25日－3月9日　ジフコフ書記長就任。
- (7) 1958年6月
- (8) 1962年11月5日－14日　ユーゴスラビアとの関係改善。
- (9) 1966年11月14日－19日
- (10) 1971年4月20日ー25日　新綱領採択。

## おもな政治家

### 歴代党首・書記長
- Dimitar Blagoev
- Georgi Kirkov
- Hristo Kabakchiev
- ゲオルギ・ディミトロフ  (1946 - 1949)
- ヴルコ・チェルヴェンコフ(1949 - 1954)
- トドル・ジフコフ(1954 - 1989)
- ペトゥル・ムラデノフ(1989 - 1990)

### その他の政治家
- トライチョ・コストフ
- ヴァシル・コラロフ
- アントン・ユーゴフ
- スタンコ・トドロフ

## ブズルジャ記念館

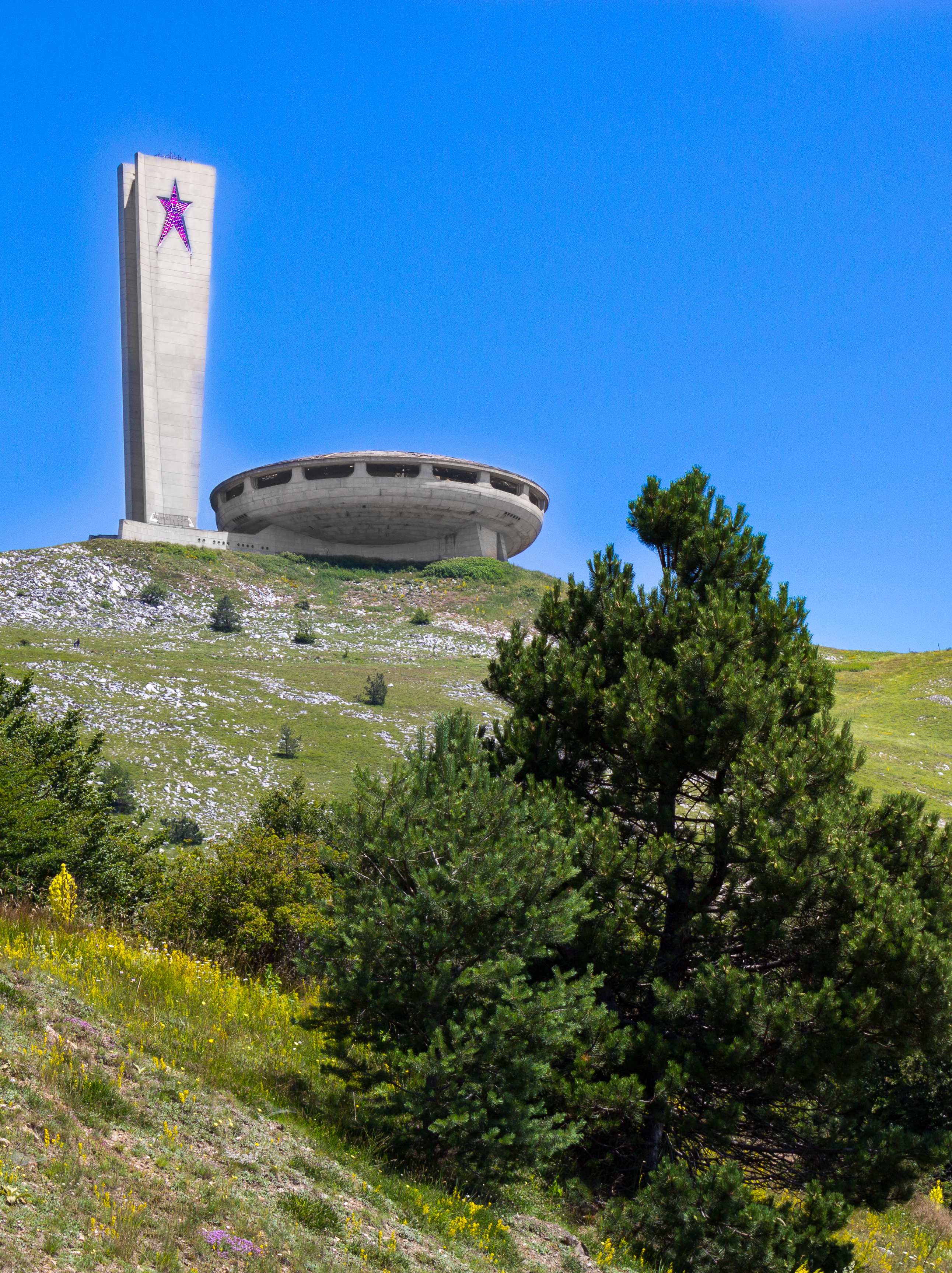
ブズルジャ記念館

1981年から1991年まで使用された記念館がバルカン山脈のブズルジャ峰の山頂に廃墟のまま残されている。この建物は、1891年のブルガリア社会民主党設立会議がこの山上で行われたことを記念して建てられたものである。記念碑的建造物として保存が期待されているが、修復維持の予算が確保できないという理由で、2012年に国からブルガリア社会党に所有が移された。